# Emerich Ullmann
Emerich Ullmann né le 23 février 1861 et mort le 9 février 1937, est un chirurgien autrichien qui a apporté une importante contribution à la chirurgie. Il est le pionnier de la chirurgie de la transplantation rénale.  
Il a reçu son diplôme en 1884 à Vienne, où il a continué à travailler à titre de chirurgien dans le département de la chirurgie de Theodor Billroth (1829–1894).